# Степношенталинское сельское поселение
Степношенталинское се́льское поселе́ние — муниципальное образование в Алексеевском районе Татарстана Российской Федерации.
Административный центр — село Степная Шентала.

## История
Статус и границы сельского поселения установлены Законом Республики Татарстан от 31 января 2005 года № 11-ЗРТ «Об установлении границ территорий и статусе муниципального образования „Алексеевский муниципальный район“ и муниципальных образований в его составе».

## Население
| 2010 | 2011 | 2012 | 2013 | 2014 | 2015 | 2016 |
| ---- | ---- | ---- | ---- | ---- | ---- | ---- |
| 808  | ↘804 | ↘789 | ↘776 | ↘771 | ↘755 | ↘746 |
| 2017 | 2018 |      |      |      |      |      |
| ↘738 | ↘733 |      |      |      |      |      |

## Состав сельского поселения
| № | Населённый пункт   | Тип населённого пункта       | Население |
| - | ------------------ | ---------------------------- | --------- |
| 1 | Большой Красный Яр | деревня                      |           |
| 2 | Малый Красный Яр   | село                         |           |
| 3 | Степная Шентала    | село, административный центр |           |